# Солнечное затмение 4 декабря 2002 года
Солнечное затмение 4 декабря 2002 года — полное солнечное затмение 142 сароса, которое лучше всего было видно на юге Африки и Австралии а также в Индийском океане. Небольшие частные фазы этого затмения также были видны в большинстве стран Африки и на всей территории Австралии. В некоторых районах Анголы это было второе полное затмение в течение 18 месяцев, после солнечного затмения 21 июня 2001 года.
Максимальная фаза затмения составила 1,0244.

### Фотографии
- Spaceweather.com: Dec. 4, 2002, Solar Eclipse Gallery
- Prof. Druckmüller’s eclipse photography site. Australia
- Prof. Druckmüller’s eclipse photography site. South Africa and Mozambique
- KryssTal — Eclipse from Botswana.
- Images from Australia by Crayford Manor House Astronomical Society
- Total Solar Eclipse of 4 December 2002 seen in EUMETSAT satellite imagery Архивная копия от 6 февраля 2012 на Wayback Machine.
- Astronomy Picture of the Day. Zimbabwe Solar Eclipse (англ.) (6 декабря 2002). Дата обращения: 16 февраля 2014.
- Astronomy Picture of the Day. The Crown of the Sun (англ.) (13 декабря 2002). Дата обращения: 16 февраля 2014.